# ジョアン・バチスタ・ヌーネス・デ・オリヴェイラ
ヌーネス（Nunes）ことジョアン・バチスタ・ヌーネス・デ・オリヴェイラ（João Batista Nunes de Oliveira、1954年5月20日 - ）は、ブラジル出身の元同国代表サッカー選手。スピードを活かし、右足でも強烈なシュートを武器にしていた。
国内のクラブを中心に18のクラブを渡り歩いた点取り屋で、通算444試合235得点を記録した。ブラジル代表での出番は少なく、6試合の出場に留まった。

## 経歴
CRフラメンゴのユース出身。1973シーズンから1部に在籍したが、出番を得られず、ADコンフィアンサへ移籍。しかし、そこでも出番がなく、1975年にサンタクルスFCへ移籍すると、そこでブレイクし、3年間で64試合37得点の結果を残した。1978年のヨーロッパ遠征から代表にも招集され、4試合に出場した。
その後、フルミネンセFCとCFモンテレイを経て、1981年に古巣のCRフラメンゴへ復帰すると、ジーコに次ぐ得点源として、4年間で152試合64得点の結果を残し、1981年のトヨタカップでは2ゴールを決めてリヴァプールを3-0と破り優勝、MVPはジーコに譲るも、足のいいやつ賞を受賞した。1982年には得点王にも輝くなど、充実したシーズンを送った。その一方で、怪我の影響で1982 FIFAワールドカップへの出場を逃すなど、代表から遠のいた。
1983年後半、ボタフォゴFRへ移籍するも、7試合の出場に留まり、半年でCRフラメンゴに復帰した。復帰後も、以前と変わらぬプレーで、43試合14得点を記録した。
1985年、ナウチコへ移籍するも、半年で17試合の出場に留まった。同年、ブラジルの強豪サントスFCへレンタル移籍するが、1試合も出場できないまま、シーズン終了後アトレチコ・ミネイロへ移籍した。そこで復活し、58試合39得点の活躍を見せる。同年夏、自身初であるヨーロッパのボアヴィスタFC（ポルトガル）へ移籍するが、9試合しか出番を得られなかった。その後は国内外の中小クラブを転々とし、1992年にブラジルのサンタクルスFCで引退した。